# Pecan Grove (Teksas)
Pecan Grove je naseljeno mjesto za statističke potrebe u američkoj saveznoj državi Teksas. Prema popisu stanovništva iz 2010. u njemu je živjelo 15.963 stanovnika.